# Imperatore Zhi
Zhi Di (cinese semplificato: 帝 挚; cinese tradizionale: 帝 摯; pinyin: DI zhi); fl. XXIV secolo a.C.) è un sovrano leggendario dell'antica Cina.

## Biografia
Di Zhi (cinese semplificato: 帝 挚; cinese tradizionale: 帝 摯; pinyin: DI zhi) o semplicemente Zhi, era un mitico imperatore dell'antica Cina. Di era un titolo come "Imperatore Giallo" in Huangdi  e "Imperatore di fuoco" in Yandi . 
Zhi era un figlio dell'Imperatore Ku. Zhi governò per nove anni (circa 2366- 2358 aC) fino alla morte e gli succedette il più giovane fratellastro Yao. Sima Qian, nello Shiji (i Shiji), dice nella sua sezione sui "Annale dei Cinque Imperatori (Di)", che Zhi regnò male e morì, e suo fratello FangXun, 'quello altamente meritorio', regnava con il titolo di Yao.
Gli Annali di bambù dicono che quando l'imperatore Zhuanxu morì, un discendente di Shennong chiamato ShuQe fu sollevato dal suo incarico, e fu sostituito dal principe di Sin, detto Ku (Gaoxin), discendente di Huangdi, che poi salì al trono. 
Nel 45 ° anno, Ku nominò il principe di Tang (唐) (il figlio Yao) come suo successore, ma alla sua morte nel corso dell'anno 63 °, il figlio maggiore Zhi salì sul trono, rimase al potere nove anni prima di essere deposto e sostituito da Yao.